# Морено Машадо, Родриго
Родри́го Море́но Маша́до (Мача́до) (порт. Rodrigo Moreno Machado; исп. Rodrigo Moreno Machado; род. 6 марта 1991, Рио-де-Жанейро) — испанский футболист, вингер клуба «Эр-Райян». Игрок национальной сборной Испании.

## Карьера
Родриго начал профессиональную карьеру в клубе «Реал Мадрид С», являющейся третьим составом основной команды. Затем перешёл в «Кастилью», где провёл один сезон, забив 5 голов в 18 матчах.
31 июля 2010 года Родриго перешёл в «Бенфику», подписав контракт на 5 лет. Сумма трансфера составила 6 млн евро. Она вошла в сумму по переходу в стан мадридцев Анхеля Ди Марии. По договору между командами, «Реал» имел право выкупить трансфер форварда обратно за 12 млн евро в течение двух лет, если на то будет желание «Королевского клуба». В том же году, 31 августа, Родриго был арендован английским клубом «Болтон Уондерерс». Причиной трансфера стала невозможность португальской команды гарантировать нападающему игровую практику. 21 сентября он дебютировал в составе команды в матче Кубка лиги с «Бернли». 24 октября форвард сыграл свой первый матч в английской Премьер-лиге против «Уиган Атлетик». 5 января 2011 года Родриго забил первый мяч за «Болтон», поразив ворота того же «Уигана». Этот гол стал единственным для Родриго в сезоне, в котором он сыграл 20 встреч.
По окончании сезона Родриго вернулся в «Бенфику», несмотря на желание «Болтона», который предложил выкупить нападающего за 4 млн евро. Тогда же лиссабонский клуб стал полностью владеть трансфером игрока: возможность выкупа «Реалом» контракта форварда была включена в сделку в рамках перехода в стан «Королевского клуба» Фабиу Куэнтрау. Однако 8 февраля 2012 года мадридцы попытались выкупить трансфер Родриго, но им было отказано. В сезоне испанец стал игроком основы клуба, составив связку форвардов вместе с Оскаром Кардосо, вытеснив из основы Нолито.
15 июня 2015 года «Валенсия» выкупила права на футболиста у «Бенфики». Сумма трансфера составила 30 миллионов евро. Контракт подписан до конца июня 2019 года.
29 января 2019 года Родриго забил хет-трик во втором тайме, благодаря которому хозяева победили «Хетафе» со счётом 3:1 в четвертьфинале кубка Испании и вышли в полуфинал (3:2 по сумме двух матчей). 25 мая 2019 года отметился победным мячом в ворота «Барселоны» (2:1) в финале турнира.
26 августа 2020 года перешёл в «Лидс Юнайтед» за 30 миллионов евро, вернувшись в Англию спустя 10 лет. В сезоне 2020/21 сыграл 26 матчей и забил 7 мячей. В следующем сезоне провёл 31 матч и забил 6 мячей. В сезоне 2022/23 в первых трёх турах забил 4 мяча и претендовал на звание лучшего игрока месяца в АПЛ.

## Международная карьера
Родриго играл за сборную Испании в возрастной группе до 19 лет. С командой футболист дошёл до финала чемпионата Европы против Франции. В решающей встрече Родриго открыл счёт голам в матче, но затем французы забили два мяча и выиграли турнир. В следующем году он играл на молодёжном чемпионате мира, где забил 3 гола. А его команда дошла до четвертьфинала, где проиграла по пенальти будущим чемпионам, бразильцам.
Дебютировал за национальную сборную Испании в октябре 2014 года в матче против Люксембурга. Следующий раз сыграл за сборную только в октябре 2017 года, забив в этом матче мяч в ворота Албании. В 2018 году был основным игроком сборной Испании, проведя за год 12 матчей, включая игры на чемпионате мира в России. В 2019 году провёл за сборную 7 матчей и забил 4 мяча в отборочном турнире Евро-2020, в том числе сделав дубль в ворота Фарер. После 2019 года вызывается в сборную эпизодически, на Евро-2020 не выступал.

## Статистика выступлений

### Клубная статистика
| Клуб                 | Сезон         | Лига         | Чемпионат | Чемпионат | Кубок | Кубок | Контин. | Контин. | Прочие | Прочие | Итого | Итого |
| Клуб                 | Сезон         | Лига         | Игры      | Голы      | Игры  | Голы  | Игры    | Голы    | Игры   | Голы   | Игры  | Голы  |
| -------------------- | ------------- | ------------ | --------- | --------- | ----- | ----- | ------- | ------- | ------ | ------ | ----- | ----- |
| 2009/10              | Реал Мадрид С | Терсера      | 4         | 1         | 0     | 0     | —       | —       | —      | —      | 4     | 1     |
| Реал Мадрид Кастилья | 2009/10       | Сегунда В    | 18        | 5         | 0     | 0     | —       | —       | —      | —      | 18    | 5     |
| Болтон Уондерерс     | 2010/11       | Премьер-лига | 17        | 1         | 3     | 0     | —       | —       | 1      | 0      | 21    | 1     |
| Болтон Уондерерс     | Итого :       | Итого :      | 17        | 1         | 3     | 0     | 0       | 0       | 1      | 0      | 21    | 1     |
| Бенфика              | 2011/12       | Лига Сагриш  | 22        | 9         | 2     | 1     | 9       | 1       | 4      | 4      | 37    | 15    |
| Бенфика              | 2012/13       | Лига Сагриш  | 20        | 7         | 5     | 2     | 10      | 1       | 3      | 1      | 38    | 11    |
| Бенфика              | 2013/14       | Лига Сагриш  | 26        | 11        | 5     | 2     | 9       | 4       | 1      | 0      | 41    | 17    |
| Бенфика              | Итого :       | Итого :      | 68        | 27        | 12    | 5     | 28      | 6       | 8      | 5      | 116   | 43    |
| Валенсия             | 2014/15       | Ла Лига      | 31        | 3         | 1     | 1     | —       | —       | —      | —      | 32    | 4     |
| Валенсия             | 2015/16       | Ла Лига      | 25        | 2         | 4     | 2     | 9       | 3       | —      | —      | 38    | 7     |
| Валенсия             | 2016/17       | Ла Лига      | 19        | 5         | 2     | 2     | —       | —       | —      | —      | 21    | 7     |
| Валенсия             | 2017/18       | Ла Лига      | 37        | 16        | 7     | 3     | 0       | 0       | —      | —      | 44    | 19    |
| Валенсия             | 2018/19       | Ла Лига      | 33        | 8         | 7     | 5     | 11      | 2       | —      | —      | 51    | 15    |
| Валенсия             | 2019/20       | Ла Лига      | 27        | 4         | 1     | 1     | 6       | 2       | —      | —      | 34    | 7     |
| Валенсия             | Итого:        | Итого:       | 176       | 39        | 22    | 14    | 26      | 7       | —      | —      | 224   | 60    |

### Матчи за сборную
| №  | Дата             | Оппонент             | Счёт          | Голы | Соревнование             |
| -- | ---------------- | -------------------- | ------------- | ---- | ------------------------ |
| 1  | 12 октября 2014  | Люксембург           | 4:0           | —    | Отборочные матчи ЧЕ-2016 |
| 2  | 6 октября 2017   | Албания              | 3:0           | 1    | Отборочные матчи ЧМ-2018 |
| 3  | 14 ноября 2017   | Россия               | 3:3           | —    | Товарищеский матч        |
| 4  | 23 марта 2018    | Германия             | 1:1           | 1    | Товарищеский матч        |
| 5  | 3 июня 2018      | Швейцария            | 1:1           | —    | Товарищеский матч        |
| 6  | 9 июня 2018      | Тунис                | 1:0           | —    | Товарищеский матч        |
| 7  | 20 июня 2018     | Иран                 | 1:0           | —    | Финальные матчи ЧМ-2018  |
| 8  | 25 июня 2018     | Марокко              | 2:2           | —    | Финальные матчи ЧМ-2018  |
| 9  | 1 июля 2018      | Россия               | 1:1 (3:4 пен) | —    | Финальные матчи ЧМ-2018  |
| 10 | 8 сентября 2018  | Англия               | 2:1           | 1    | Лига наций УЕФА          |
| 11 | 11 сентября 2018 | Хорватия             | 6:0           | 1    | Лига наций УЕФА          |
| 12 | 11 октября 2018  | Уэльс                | 4:1           | —    | Товарищеский матч        |
| 13 | 15 октября 2018  | Англия               | 2:3           | —    | Лига наций УЕФА          |
| 14 | 15 ноября 2018   | Хорватия             | 2:3           | —    | Лига наций УЕФА          |
| 15 | 18 ноября 2018   | Босния и Герцеговина | 1:0           | —    | Товарищеский матч        |
| 16 | 23 марта 2019    | Норвегия             | 2:1           | 1    | Отборочные матчи ЧЕ-2020 |
| 17 | 26 марта 2019    | Мальта               | 2:0           | —    | Отборочные матчи ЧЕ-2020 |

Итого: сыграно матчей: 17 / забито голов: 5; побед: 10, ничьи: 4, поражения: 3.

## Достижения
«Бенфика»
- Чемпион Португалии: 2013/14
- Обладатель Кубка португальской лиги: 2011/12, 2013/14
- Обладатель Кубка Португалии: 2013/14

 «Валенсия»
- Обладатель Кубка Испании: 2018/19

## Личная жизнь
Часто указывается, что Родриго является двоюродным братом известных футболистов Тьяго и Рафиньи, но на самом деле отец Родриго Адалберто, выступавший за «Фламенго», лишь друг Мазиньо, который является отцом Тьяго и Рафиньи.